# Fünffachmord von Wien und Oberösterreich 2008
Der Fünffachmord von Wien und Oberösterreich 2008 ereignete sich am 13. Mai 2008, als Reinhard S. im Laufe des Tages mit einer Axt jeweils seine Ehefrau und seine Tochter in Wien, seine Eltern in Ansfelden und dann seinen Schwiegervater in Linz erschlug, ehe er sich am nächsten Tag der Polizei stellte. Als Motiv nannte er angehäufte Geldschulden, deren Bekanntwerden er seiner Familie habe ersparen wollen. Im November 2008 wurde er wegen Mordes zu lebenslanger Freiheitsstrafe verurteilt und verübte im Januar 2021 in der Justizanstalt Garsten Suizid.

## Täter
Der zum Tatzeitpunkt 39-jährige gebürtige Linzer Reinhard S. hatte Politikwissenschaft studiert, einen Magister erworben und war mit einer Beamtin des Finanzministeriums verheiratet. Er hatte seit 1997 einen Werkvertrag mit dem Dr.-Karl-Renner-Institut und arbeitete als PR-Manager bzw. parlamentarischer Mitarbeiter der SPÖ-Nationalratsabgeordneten Erwin Spindelberger, Erwin Kaipel, Karl Dobnigg und Walter Schopf, wobei er bis zu zehn Mitarbeiter beschäftigt hatte.
Reinhard S. hatte rund zehn Jahre vor der Tat mit Aktienspekulationen begonnen und ließ sich laut eigener Aussage nach der Geburt seiner Tochter auf riskantere Spekulationsgeschäfte ein, wofür er einen Kredit aufnahm und sein gesamtes Eigenkapital investierte. Nachdem er im Sommer 2001 noch über 150.000 Euro auf seinem Aktiendepot verfügte, war dieser Betrag zu Pfingsten 2008 auf 600 Euro gefallen, denen Verbindlichkeiten von 350.000 Euro gegenüberstanden.

## Tathandlungen
Am Dienstag, den 13. Mai 2008, kurz nach dem Aufwachen um etwa 7:30 Uhr tötete Reinhard S. im Badezimmer seiner Eigentumswohnung in der Neue-Welt-Gasse in Wien-Hietzing seine 42-jährige Ehefrau mit 13 Axthieben gegen Kopf und Gesicht. Danach tötete er auch seine siebenjährige Tochter mit 14 Axthieben gegen den Kopf- und Oberkörperbereich und versuchte anschließend, ihr mit einem Fuchsschwanz den Kopf abzutrennen, was er jedoch nach einiger Zeit aufgab. Ihre Leiche wurde später in einem begehbaren Kleiderschrank gefunden. Nach den Taten meldete Reinhard S. seine Frau bei deren Arbeitgeber krank und machte sich auf den Weg zu seinen Eltern nach Ansfelden in Oberösterreich, wo er gegen 11:45 Uhr eintraf. Nachdem er mit seinen Eltern gemeinsam zu Mittag gegessen hatte, erschlug er mit der mitgeführten Axt gegen 13 Uhr zuerst seine 69-jährige Mutter im Erdgeschoss, dann seinen 72-jährigen Vater, der im ersten Stock vor dem Fernseher eingeschlafen war. Am Tatort verfasste er Abschiedsbriefe an seine Geschwister und versuchte seine Beweggründe darzulegen.
Gegen 17 Uhr fuhr Reinhard S. zu seinem 80-jährigen Schwiegervater in den Binderlandweg der oberösterreichischen Landeshauptstadt Linz, mit dem er zunächst trank und sich über Belanglosigkeiten unterhielt. Als der Schwiegervater die Gläser abwaschen wollte, tötete ihn Reinhard S. gegen 19 Uhr mit Axthieben. Nachdem er sich gewaschen und neu gekleidet hatte, fuhr er wieder nach Ansfelden, wo er die Dienste einer Prostituierten in Anspruch nahm. Dann kehrte er nach Wien zurück, wo er in der Linzerstraße neuerlich mit einer Prostituierten intim wurde. Danach begab sich Reinhard S. am 14. Mai gegen 3:20 Uhr in die Polizeiinspektion Wien - Lainzer Straße und ließ sich festnehmen. Die Tatwaffe befand sich in einem Rucksack hinter dem Beifahrersitz seines Mietautos, mit dem er zur Polizeiinspektion gefahren war. Laut Wiener Kriminaldirektion war Reinhard S. bis dahin polizeilich nicht aufgefallen und machte bei den rund 14-stündigen Einvernahmen einen ruhigen, nüchternen Eindruck. Reinhard S. gab an, dass er seiner Familie die Schande seines finanziellen Ruins habe ersparen wollen. Nach Abschluss der Einvernahmen wurde er in die Justizanstalt Wien-Josefstadt eingeliefert.

## Gerichtsverhandlung und Urteil
Laut Anklage der Staatsanwaltschaft Wien habe Reinhard S. die Taten begangen, weil er angesichts seines nahenden wirtschaftlichen Ruins nicht fähig war, sein wirtschaftliches Totalversagen gegenüber seinen nächsten Angehörigen einzugestehen. Die Tatrekonstruktionen in Wien, Ansfelden und Linz fanden am 31. Mai 2008 statt. Staatsanwalt Michael Radasztics hob die besondere Brutalität und Kaltblütigkeit des Angeklagten hervor, der keines seiner Opfer mit weniger als 13 Axthieben getötet hatte. Bei der erschlagenen Mutter seien keine Gesichtszüge mehr erkennbar gewesen und seine Tochter habe er zu enthaupten versucht. Nach den Tötungen habe Reinhard S. „seelenruhig“ seine Frau bei deren Arbeitgeber krankgemeldet und sich danach in aller Gemütsruhe geduscht. Nach der Tötung des Schwiegervaters habe er dessen Wohnung nach zwei Büchern durchsucht, die er diesem vor einiger Zeit geborgt hatte, und diese dann mitgenommen. Als besonders unverständlich bezeichnete der Staatsanwalt das von Reinhard S. als „Henkersmahlzeit“ bezeichnete Aufsuchen der Prostituierten nach den Taten.
Die Gerichtsgutachterin Sigrun Rossmanith teilte mit, dass bei Reinhard S. eine narzisstische Persönlichkeitsstörung vorliege, er jedoch voll zurechnungsfähig sei. Reinhard S., der ein umfassendes Geständnis abgelegt hatte, gab an, dass er zur „Leidvermeidung“ der Opfer besonders heftig zugeschlagen habe und bezeichnete sich selbst als Nihilist. Nach der Tat habe er auf einer Autobahn gegen einen Brückenpfeiler fahren wollen, um sich zu töten, hätte dies jedoch nicht geschafft. Auf die Frage, weshalb er seinen Bruder, seine Schwester und seinen Schwager verschonte, erwiderte er, dass diese ihm nicht nahe genug gestanden hätten. In seinem Schlusswort kritisierte er die aus seiner Sicht festgestellten Schlampigkeitsfehler des Gutachtens und entschuldigte sich bei den Geschworenen dafür, dass er deren Zeit in Anspruch genommen habe.
Am 7. November 2008 wurde Reinhard S. von einem Geschworenengericht des Landesgerichtes für Strafsachen Wien unter Richter Wilhelm Mende einstimmig des fünffachen Mordes für schuldig befunden und zu lebenslanger Freiheitsstrafe verurteilt. Als einzigen Milderungsgrund habe das Gericht nur die bisherige Unbescholtenheit des Angeklagten berücksichtigen können, da bei Reinhard S. nicht einmal ein reumütiges Geständnis habe erkannt werden können. Der Angeklagte erbat nach Urteilsverkündung um drei Tage Bedenkzeit, während die Staatsanwaltschaft auf Rechtsmittel verzichtete. Nachdem dann auch Reinhard S. auf Rechtsmittel verzichtet hatte, wurden das Urteil und die Strafe am 10. November 2008 rechtskräftig.
Die nur kurz nach dem Bekanntwerden des Falles Josef Fritzl verübten Taten von Reinhard S. führten zu internationaler Berichterstattung, unter anderem in Großbritannien, Australien, Pakistan und Japan.

## Suizid des Täters
Im Januar 2021 beging Reinhard S. Suizid, in dem er sich in einem Haftraum der Justizanstalt Garsten erstickte.